# بارس للنفط
شركة بارس للنفط هي شركة تكرير النفط ومقرها في طهران .

## التاريخ والتطور
تأسست الشركة في عام 1959 كشركة مساهمة من قبل عبد علي ميرزا فرمانفرمايان وبعض أقاربه ، ثم أضافوا المزيد من حاملي الأسهم. تم قبولها في بورصة طهران عام 1962. بعد الثورة الإسلامية عام 1979 ، توقفت الحكومة عن طريق الحكومة الثورية وانتقلت إلى سيطرة مؤسسة المصطفين للثورة الإسلامية ، وهي مجموعة مملوكة للحكومة تم إنشاؤها كجزء من جهود التأميم للحكومة الجديدة. في التسعينات ، تم إرجاع بعض الأسهم إلى حاملي الأسهم السابقين. في عام 2000 ، اشترت شركة فواد ري 48.7 في المائة من أسهم شركة بارس للنفط.

## منتجات

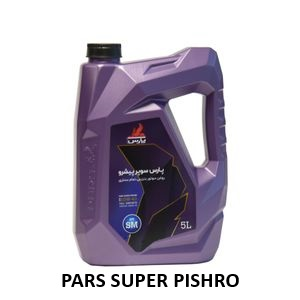
پارس سوپر پیشرو

المنتج الرئيسي للشركة هو زيوت محركات البنزين ، وزيوت محركات الديزل ، وزيوت تروس السيارات ، والزيوت الصناعية ، والتجمد ، وسوائل الفرامل ، والشحوم والزيوت البحرية .

## الشهادات

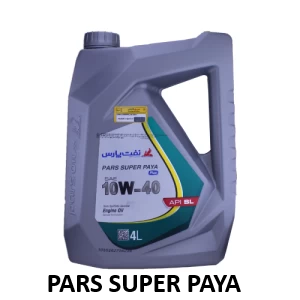
پارس سوپر پایا

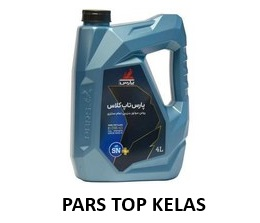
پارس تاپ کلاس

حصلت الشركة على شهادة ISO 9001 من SGS Industrial Services ، بالإضافة إلى العديد من شهادات الصحة والسلامة والبيئة الأخرى بما في ذلك ISO 14001 وOHSAS 18001 .

## أسواق التصدير
بدأت شركة بارس للنفط تصدير منتجاتها عام 1994. أسواق التصدير الحالية هي الهند والصين وبعض الدول الأفريقية والأوروبية.

## روابط خارجية
- http://www.lubricants1.com/news/lubricant-news/january-2010/item-7599.html
- http://companies.globalmarket.com/pars-oil-co-246893.html